# 油点百合
油点百合（学名：Drimiopsis kirkii or Drimiopsis botryoides subsp. botryoides）为天門冬科油点百合属下的一个种。